# 乃街橋
乃街橋是加拿大卑詩省大溫哥華地區内一條懸臂橋，經米徹爾島跨越菲沙河北支流，北起溫哥華市，南至列治文市魯魯島。它貫通兩岸的乃街，並於其南端接駁其他道路通往91號和99號公路。大橋分為南北兩段：南段長1198米、載有四條行車綫；而北段則長238米、載有六條行車綫。兩者合計全長1436米。大橋由大溫地區的交通管理局運輸聯線負責營運。
大橋北端與東南海運大道的交匯處名列2008年全省十大交通黑點之一。

## 歷史
溫哥華市的菲沙街和列治文市的五號路過去以菲沙街橋連接。該座橋樑於1905年通車，介乎溫哥華市和米徹爾島之間一部分可旋轉讓船隻通過菲沙河北支流。然而，船隻撞往橋身的事故仍不時發生。為了讓船隻安全通過此航道，當局從1969年起在菲沙街橋以東興建一條橋身較高的新橋，並將溫市的乃街往南伸延至列治文魯魯島。乃街橋連引道工程為時五年，耗資1500萬加元，於1974年1月15日通車，而菲沙街橋亦於同年2月拆卸。乃街橋橋面下方置有電力保暖管，冬季可為橋面加暖令冰雪溶解，讓當局可減少使用溶雪鹽。大橋亦設有管道輸送用水和天然氣，而此供水管更曾是米切爾島的唯一用水來源。
2000年1月15日，一艘拖船運載著一部起重機在菲沙河北支流航行時撞向乃街橋橋身底部。事後大橋需封閉兩日以進行緊急維修，而橋内的輸水管亦爆裂。列治文市政府需從溫哥華市建造一條臨時輸水管向米切爾島供水，而乃街橋内的輸水管待事發25日後才重新運作。經此一役，列治文市政府於2002年為米切爾島建造一個後備供水系統。